# 高松地標塔

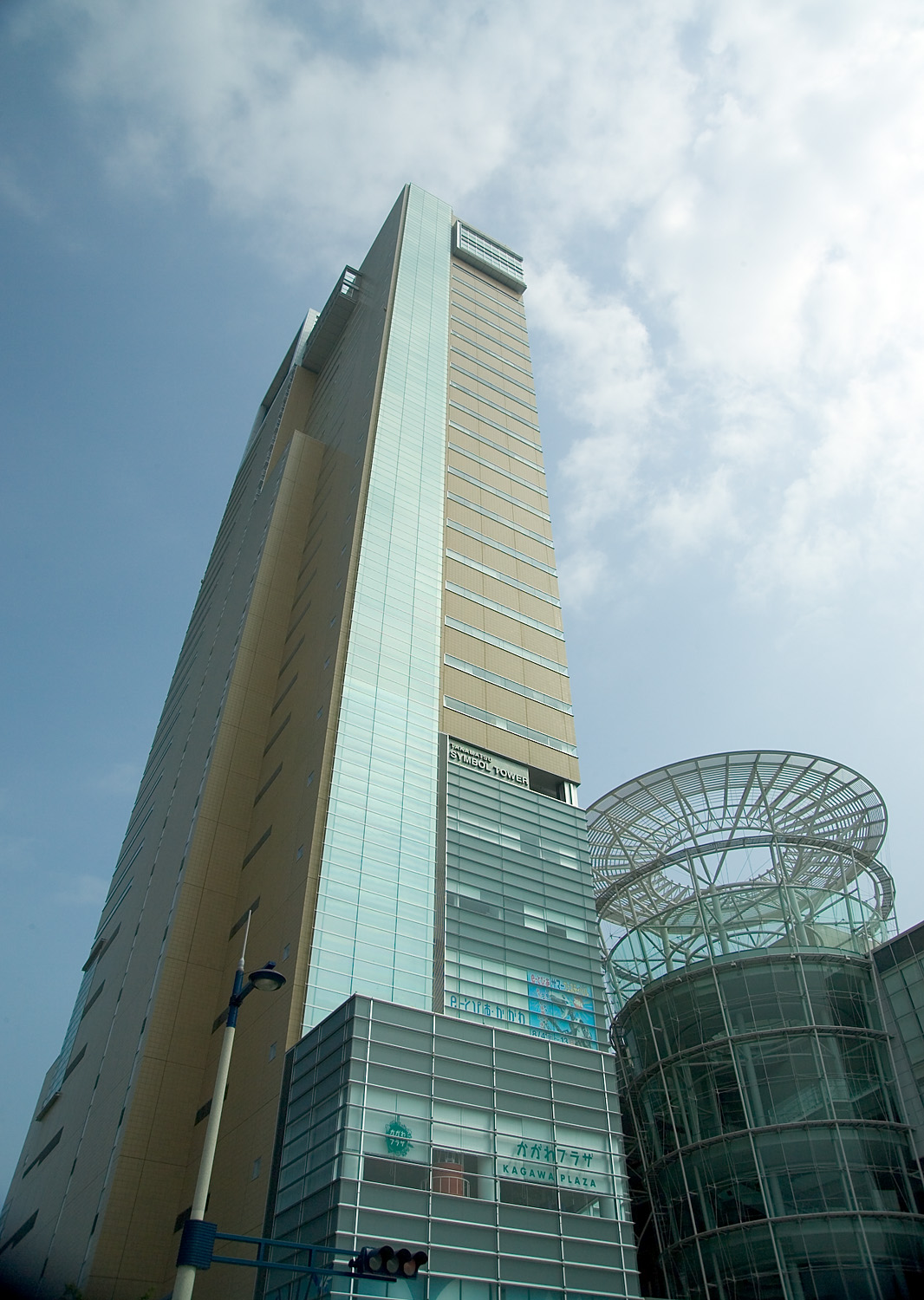
高松地標塔

高松地標塔（日语：高松シンボルタワー）是位於日本香川縣高松市Sunport高松的一座摩天大樓，為四國地方最高的建築物。高松地標塔是Sunport高松的核心建築，竣工於2004年，內含商業設施、辦公室等設施，有地標塔開發株式會社所有。最高層高151.3米。高松地標塔也是四國除了購物中心外建築面積最大的建築。高松地標塔的開業使得原本眾多位於中央通的企業將辦公室搬遷到這裡，導致中央通出現嚴重的建築閒置問題。

## 外部連結
- サンポート高松
- 高松シンボルタワー （页面存档备份，存于）
- e-とぴあ・かがわ （页面存档备份，存于）
- OpenStreetMap上有關高松地標塔的地理

34°21′08.5″N 134°02′48.5″E / 34.352361°N 134.046806°E